# Eldorado (Manaus)
O Eldorado é um bairro não-oficial de Manaus, pertencente à Zona Centro-Sul. Está situado dentro do bairro Parque 10 de Novembro e surgiu em 1982.
Um local que recebe bastante visitantes no Conjunto Eldorado é a praça do Caranguejo. Famosa, o espaço é lotado por pessoas de toda a cidade, principalmente , quando há jogos de futebol sendo exibidos nos telões dos bares que não contribuem com a manutenção da praça . São mais de 6 bares só na região. A praça também conta com churrasco de rua, sorveteria, lan house, padaria, tacacaria, academia e lanchonetes. As quartas feiras a praça recebe uma feira.
O Conjunto Eldorado também conta com uma igreja católica no alto da praça do Caranguejo: A Igreja Nossa Senhora das Mercês. 

## Dados do bairro
- Total da População (2000): 11.207
- Total de Domicílios (2000): 5.186

## Transportes
Eldorado e servido pela empresas de ônibus Líder, Vega, Expresso Coroado, Rondônia (Grupo Eucatur) e Via Verde com as seguintes linhas: 
- Líder: 402 (Conjunto União/T1/Centro/T2/Paraíba) e 403 (Conjunto União/T2/Cachoeirinha/Centro/Djalma Batista)
- Vega: 427 (Conjunto Maracanã/Centro/Parque 10).
- Rondônia: 422 (Oswaldo Américo/Centro)
- Expresso Coroado: 407 (Jardim Primavera/T1/Praça da Saudade)
- Via Verde: 008 (Compensa/T5/São José)